# Gizem Özkan
Gizem Özkan (25 de agosto de 2002) es una deportista turca que compite en tiro con arco, en la modalidad de arco recurvo. Ganó dos medallas en el Campeonato Europeo de Tiro con Arco en Sala, plata en 2022 y bronce en 2025.

## Palmarés internacional
| Campeonato Europeo en Sala | Campeonato Europeo en Sala | Campeonato Europeo en Sala | Campeonato Europeo en Sala |
| Año                        | Lugar                      | Medalla                    | Prueba                     |
| -------------------------- | -------------------------- | -------------------------- | -------------------------- |
| 2022                       | Laško (Eslovenia)          | Medalla de plata           | Equipo                     |
| 2025                       | Samsun (Turquía)           | Medalla de bronce          | Equipo                     |